# Участие ФРГ в операции ООН в Мали
Участие Федеративной Республики Германии в операции ООН в Мали — одна из операций бундесвера за пределами страны.

## История
После военного переворота в Мали весной 2012 года, 11 января 2013 года Франция начала на территории страны военную операцию «Сервал».
16 января 2013 года правительство ФРГ согласилось оказать помощь Франции и отправить в Мали два транспортных самолёта С-160 люфтваффе. 
В этот же день, 16 января 2013 года, в Алжире, на территории газового месторождения Ин-Аменас группа исламистов захватила заложников (среди которых были иностранцы - в том числе, два гражданина ФРГ) и потребовала освободить своих сторонников и прекратить интервенцию в Мали (17-19 января 2013 захваченный газодобывающий комплекс окружили и взяли штурмом алжирские силы безопасности, но среди заложников были потери).
17 января 2013 года было принято решение о создании военной миссии Евросоюза в Мали, в деятельности которой приняли участие 22 страны Евросоюза (в том числе, Германия); с 27 июля 2015 до декабря 2015 года миссию возглавлял немецкий бригадный генерал Franz Xaver Pfrengle.
25 апреля 2013 года Совет Безопасности ООН принял резолюцию № 2100 о проведении комплексной операции по стабилизации обстановки в Мали (MINUSMA).
После того, как в августе 2013 года правительство Нигерии вывело из Мали свой миротворческий контингент (1200 военнослужащих), общая численность войск ООН сократилась (до 5800 человек к 2014 году) и обстановка в стране осложнилась. Руководство ООН обратилось с просьбой к мировому сообществу выделить в Мали дополнительные силы.
26 июля 2017 года южнее селения Табанкорт в округе Гао разбился ударный вертолёт "Eurocopter Tiger" немецкого контингента (погибли оба военнослужащих ФРГ, находившиеся на борту).
Начавшаяся на рубеже 2019-2020 гг. эпидемия COVID-19 (весной 2020 года распространившаяся на территорию Мали) и введённые в связи с ней карантинные мероприятия осложнили деятельность миссии ООН в Мали (уже 4 апреля 2020 стало известно, что среди сотрудников MINUSMA есть первый заболевший, в дальнейшем их количество увеличилось).
28 марта 2020 года было объявлено о решении сформировать для борьбы с терроризмом на территории Мали группу "Такуба", в состав которой вошли военнослужащие 11 стран Европы (Бельгии, Великобритании, Дании, Нидерландов, Норвегии, Португалии, Франции, ФРГ, Чехии, Швеции и Эстонии), находившиеся под общим командованием Франции, а также военнослужащие Нигера и Мали.
19 августа 2020 года в связи с осложнением обстановки в Мали было принято решение о закрытии немецкого посольства в Бамако.
25 июня 2021 года в результате взрыва заминированной автомашины в районе деревни Ichagara в окрестностях города Гао были ранены 13 военнослужащих войск ООН (12 военнослужащих ФРГ и один военнослужащий Бельгии).
11 мая 2022 года правительство ФРГ разрешило увеличить численность немецкого контингента в Мали (в это время там находились 1170 военнослужащих в составе миссии ООН и ещё 328 - в составе военной миссии Евросоюза), а также продлило срок их пребывания на территории Мали на один календарный год - до 31 мая 2023 года. Однако уже 17 мая 2022 года было объявлено о намерении сократить персонал военной миссии Евросоюза в Мали.
30 июня 2023 года Совет Безопасности ООН единогласно принял резолюцию о завершении миссии ООН в Мали.
12 декабря 2023 года министерство обороны ФРГ сообщило о завершении вывода войск из Мали.

## Потери
Общая численность немецкого военного контингента в Мали составляла около 1,4 тыс. человек. По официальным данным ООН, за период с начала операции 25 апреля 2013 года до 30 июня 2023 года в ходе операции MINUSMA в Мали погибли 311 миротворцев ООН (в том числе, два гражданина ФРГ).
Однако следует учитывать, что в это время на территории Мали находились военнослужащие и государственные гражданские служащие ФРГ, не входившие в состав миротворческих сил ООН (персонал EUTM Mali). Также, в столице Мали (городе Бамако) действовало дипломатическое представительство ФРГ (охрану которого обеспечивало подразделение охраны посольства). По официальным данным министерства обороны ФРГ, в ходе операции MINUSMA в Мали погибли пять военнослужащих ФРГ, ещё не менее 12 было ранено.
В перечисленные выше потери не включены сведения о финансовых расходах на участие в операции, потерях в технике, вооружении и ином военном имуществе немецкого контингента в Мали.
- так, 28 мая 2016 года при доставке подразделения бундесвера из берлинского аэропорта "Тегель" в столичный аэропорт Мали на зафрахтованном пассажирском самолёте французской авиакомпании "Air France" был утрачен ящик с 880 патронами (предположительно, украденный во время промежуточной посадки самолёта в аэропорту Парижа)[19]

По предварительной оценке, общий объём расходов ФРГ за всё время участия в двух операциях на территории Мали (MINUSMA и EUTM Mali) составляет около 4,3 млрд. евро.